# Крупское (Тверская область)
Крупское — деревня в Бежецком районе Тверской области. Входит в состав Шишковского сельского поселения.

## География
Находится в восточной части Тверской области на расстоянии приблизительно 18 км по прямой на запад-северо-запад от районного центра города Бежецк.

## История
Деревня была отмечена еще на карте конца XVIII века. В 1859 году здесь (деревня Бежецкого уезда Тверской губернии) было учтено 19 дворов, в 1978 — 12. До 2015 года входила в Михайловогорское сельское поселение.

## Население
Численность населения: 124 человека (1859 год), 2 (русские 100 %) в 2002 году, 1 в 2010.